# SIG Sauer P320
Le SIG Sauer P320 est un pistolet semi-automatique produit par Sig Sauer, Inc. à Exeter, New Hampshire, États-Unis et SIG Sauer GMBH d'Eckernförde, Allemagne. Le SIG Sauer P320 peut être chambré en 9 × 19 mm Parabellum (appelé ici simplement « 9 mm »), .357 SIG, .40 S&W, et .45 ACP. Les armes de poing en calibres 9 mm, .357 SIG, et .40 S&W peuvent être facilement converties. La conversion de .357 Sig à .40 S&W ne nécessite qu'un changement de canon, celles de 9 mm à .357 Sig ou .40 S&W et vice versa sont réalisées à l'aide de kits de conversion.

## Histoire
Le P320 chambré en 9 × 19 mm Parabellum a été introduit sur le marché nord-américain le 15 janvier 2014, suivi par le .45 ACP modèle compact au SHOT Show en janvier 2015. Le P320 est un développement du SIG Sauer P250, lequel fonctionne en double action. Le 19 janvier 2017, une version modifiée du P320 a été adoptée par l'armée américaine comme nouvelle arme de poing réglementaire. Le modèle doté d'un canon de taille standard est dénommé aux États-Unis sous la référence « M17 » tandis qu'une version plus compacte est référencée « M18 ».

## Caractéristiques

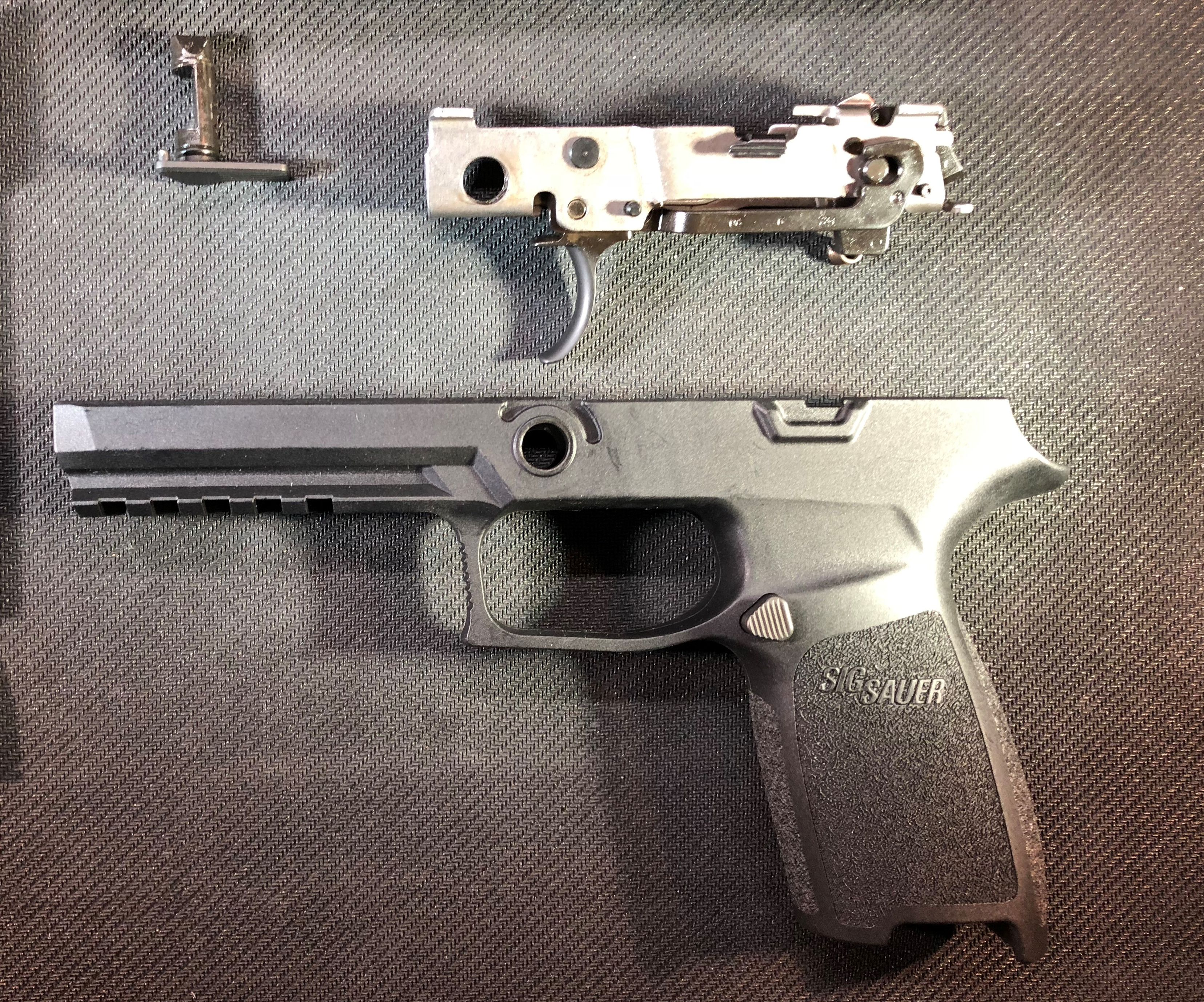
Le P320 et son unité de contrôle de feu (FCU).

Ce pistolet se caractérise par sa conception modulaire. Le module principal du P320 est un ensemble interne en acier inoxydable, l'unité de contrôle de feu, où s'intègrent la gâchette, l'arrêtoir de culasse ambidextre (un de chaque côté du pistolet), l'éjecteur et quatre glissières ainsi qu'un système externe de sécurité. L'unité de contrôle de feu permet à l'opérateur d'échanger différentes tailles de glissières ou de modules haut de gamme et de poignées en polymère.
Le numéro de série figure d'ailleurs sur l'unité de contrôle de feu au lieu de la poignée.

### Choix du calibre et de la poignée
Chacun des trois calibres, 9 × 19 mm Parabellum, .357 SIG, et .40 S&W, peuvent être modifiés à l'aide de kits de modification, et sont disponibles en quatre longueurs de canon. En plus du P320 de base, des modèles de la série RX disposant de visées optiques intégrées sont disponibles. Une autre variante du P320 est la Série X. Les fonctionnalités RX sont également disponibles pour les modèles standard par le biais de kits de modification. Ces pièces ne sont pas numérotées et peuvent être vendues et livrées sans restriction. Les canons chambrés en .357 Sig et .40 S&W permettent un changement de calibre en procédant simplement à l'échange du canon.
Le P320 existe en quatre tailles, « Full » (standard), « Carry », « Compact », et « Sub-compact ». La poignée s'adapte à la longueur de l'arme, trois tailles de plaquettes interchangeables sont disponibles : grande, moyenne, et petite. Les poignées de la série X  peuvent également s'échanger avec les poignées standard, seule la poignée du calibre .45 ACP n'est pas interchangeable avec les autres en raison de la taille du chargeur.

### Unité de contrôle de feu / sérialisation

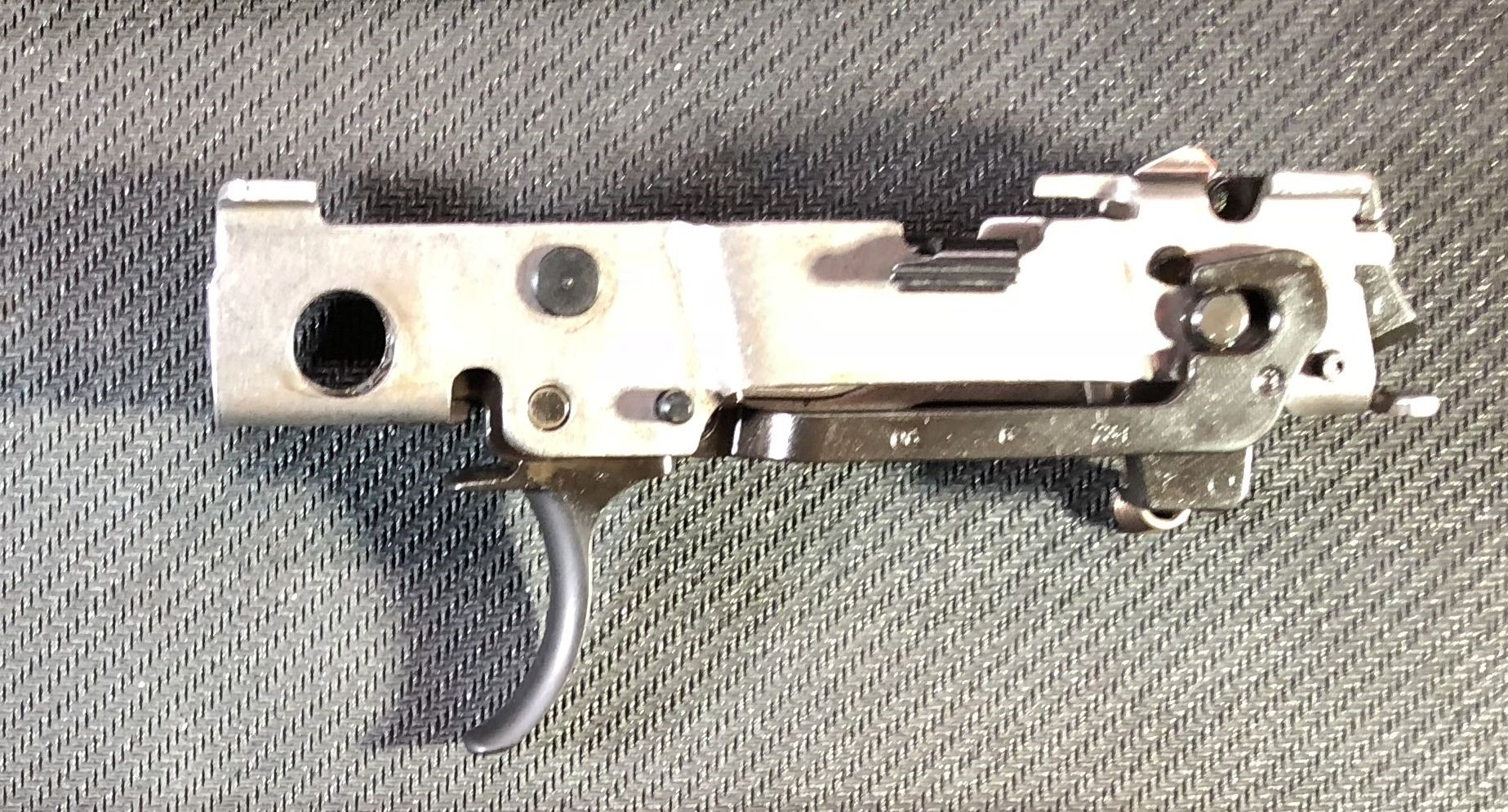
L'unité de contrôle de feu du Sig Sauer P320.

Le numéro de série des armes à feu, qui est utilisé pour l'enregistrement et le suivi par le gouvernement, n'est pas modifiable à l'égard de l'inscription et est en effet représentatif de l'arme à feu quel que soit le cadre ou la taille de la poignée y étant attachés. L'Unité de contrôle-feu (FCU) comprend le déclencheur, l'attaquant, sectionneur, et les mécanismes de sécurité. C'est, en effet, le cœur de l'arme à feu, alors que tous les canons interchangeables, glissières, ressorts récupérateurs, poignées, et les chargeurs sont simplement des accessoires et ne sont pas soumis à restrictions et enregistrement (selon les lois américaines). La capacité de changer de calibre, de taille, d'image et de taille du grip est l'essence même du système de construction modulaire.
Le P320 a été conçu pour être ambidextre à l'usage, avec une glissière ambidextre et un levier de libération du chargeur réversible. Toutes les autres commandes de fonctionnement sont conçues de sorte qu'elles peuvent être utilisées de chaque côté. L'arme peut être démontée simplement, sans outils. En outre, l'arme peut également être démontée sans appuyer sur la détente, une caractéristique de sécurité supplémentaire pour empêcher un départ de coup par erreur ou négligence.
Les modèles de tailles standard, carry, et compact comportent un rail Picatinny monté sous le canon permettant le montage de viseur laser, lampe tactique, ou d'autres accessoires.

### Options modulaires

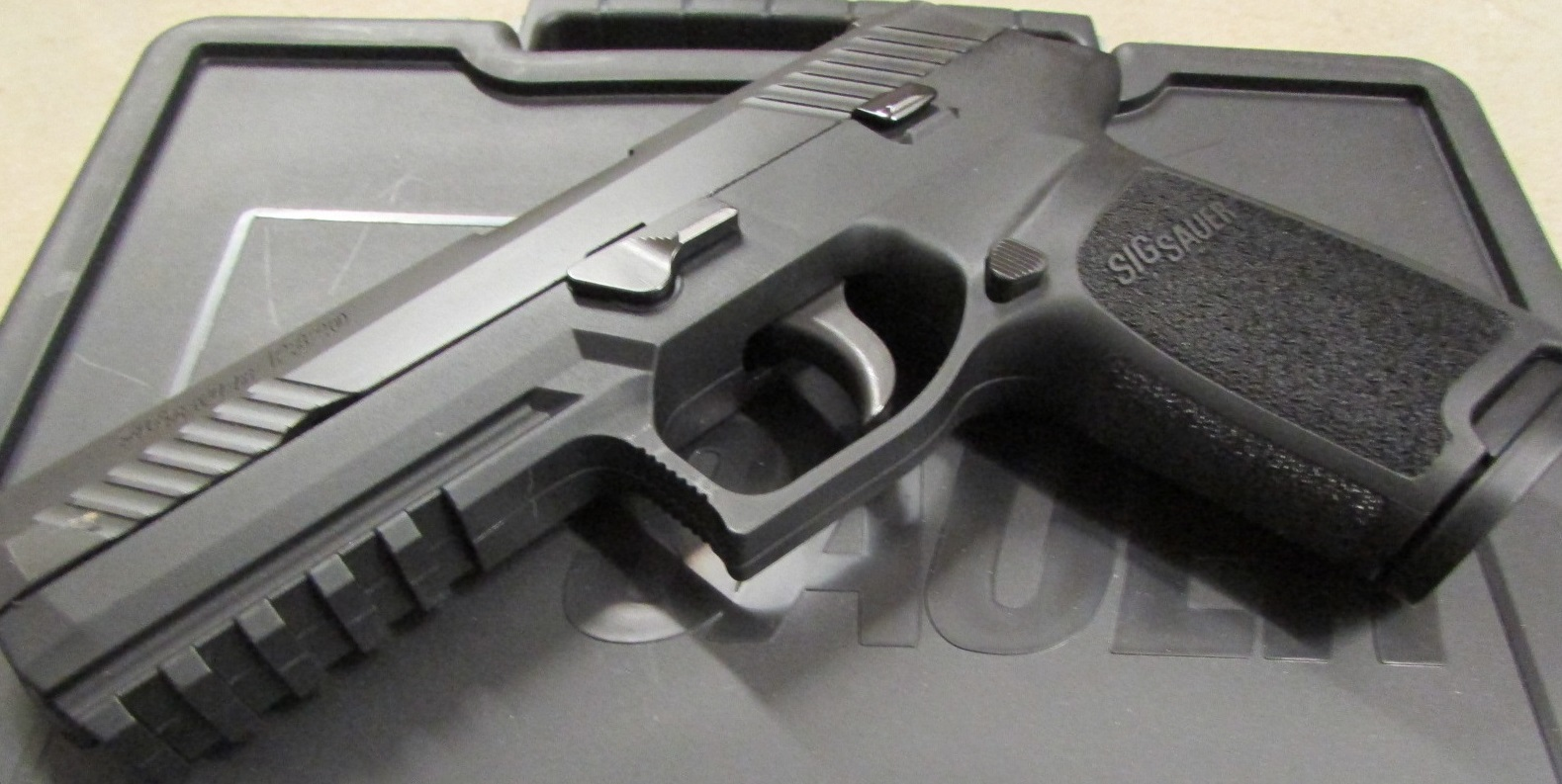
Sig Sauer P320 standard.

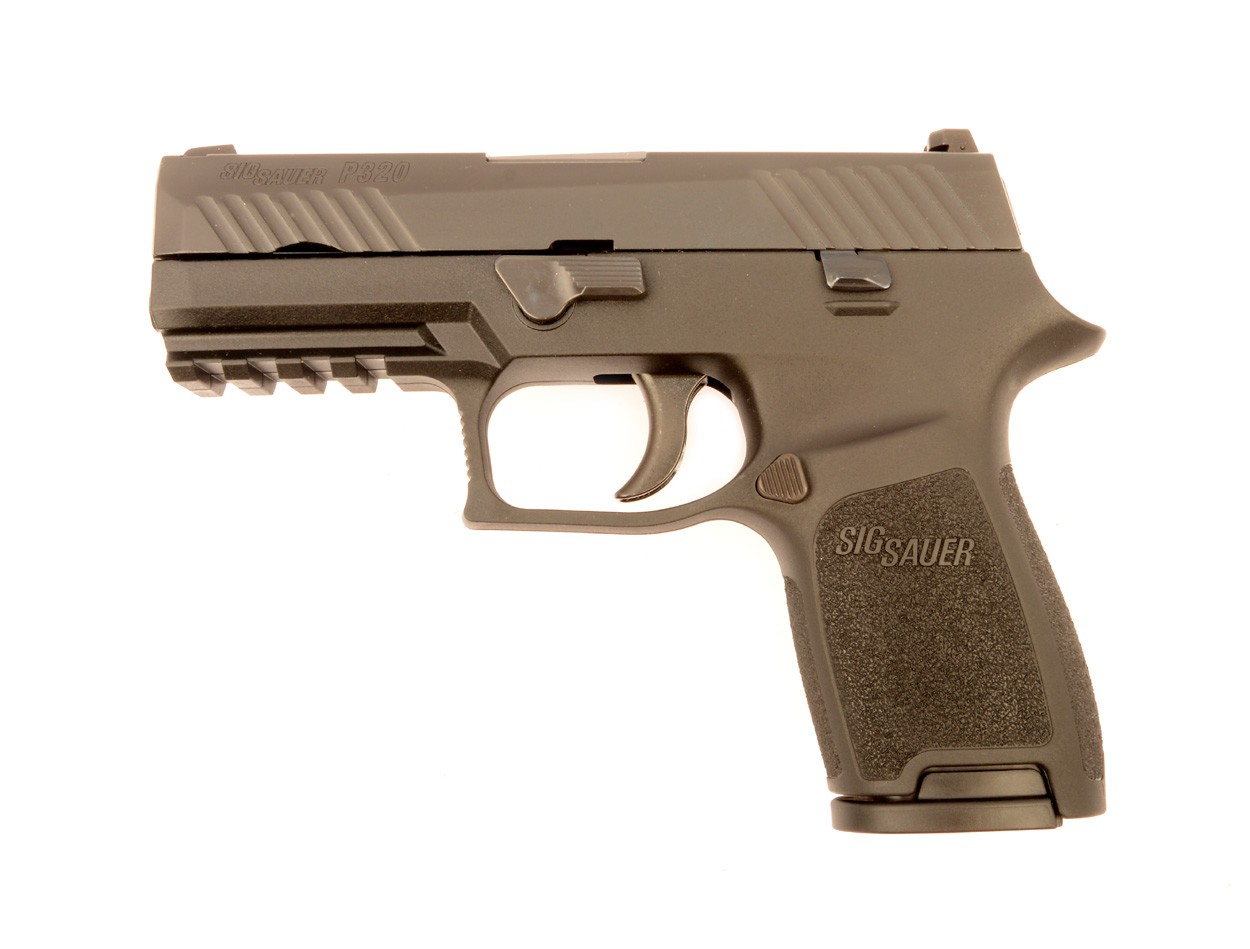
Sig Sauer P320 compact.

Le pistolet P320 est proposé avec trois tailles possibles de poignées en polymère de fibre de verre (small, medium, large) pour chacune des différentes tailles : standard, carry, compact, et sub-compact. Chaque chambrage peut être changé par l'utilisateur avec un kit d'échange de calibre. Les chambrages 9 × 19 mm Parabellum, .40 S&W, et .357 SIG partagent le même module de poignée, ce qui offre la possibilité d'interchanger ces trois chambrages par le remplacement de l'extrémité supérieure de la glissière, le ressort récupérateur, le canon et le chargeur.
En raison des plus grandes dimensions extérieures de la cartouche .45 ACP par rapport aux autres options de calibre du P320, le calibre .45 ACP utilise des modules de poignée spécifiques légèrement plus grands. L'Unité de contrôle-feu (FCU), qui contient la seule partie sérialisée de l'arme, est également légèrement différente pour pouvoir accueillir les chemises de plus grande taille.
Les poignées sont disponibles en diverses couleurs en fonction des modèles : noires, kaki ou marron (« Coyote »).

### Kits de changement de calibre
Le fabricant propose des kits de modification de calibre (les « Caliber X-Change kits ») composés d'une glissière, du dispositif de recul, du canon, du module de poignée, et du ou des chargeurs au calibre dans lequel le pistolet P320 est adapté. Ces kits permettent à l'utilisateur de basculer entre les différentes configurations sans outillage. Il y a aussi un kit de changement de calibre qui permet la monte du système de visée Optical Reflex sight sur les RX.

### Mécanisme de recul
Comme les autres pistolets SIG Sauer, le P320 est un pistolet opéré par court recul , par verrouillage de la culasse. Il utilise le Système Sig Sauer de cames du canon, qui s'enclenche dans la fenêtre d'éjection sur la glissière.

### Glissière
La lame est faite d'acier inoxydable et est souvent finie dans une semelle noire de finition : Nitron. La glissière contient le breechblock, l'attaquant, sectionneur, éjecteur, et les systèmes de sécurité. État conforme versions peuvent également monter un levier de sécurité externe ambidextre. Certaines lames sont réalisées pour le viseur optique type Romeo1.

### Mécanismes de sécurité
Le P320 n'a pas de sécurité manuelle, permettant une mise en action instantanée sans préparation. L'utilisation d'un percuteur de sécurité automatique combiné avec un sectionneur assure la sécurité lors du transport de l'arme, ainsi que la prévention des départs accidentels si le pistolet tombe ou est malmené. Comme requis dans certains États américains, certains modèles sont livrés avec un système externe de sécurité.
Le système modulaire d'armes de poing (MHS) (maintenant connu sous le nom « M17 ») version du P320, a une sécurité de pouce ambidextre. Les modèles « Forces de l'ordre » et des versions militaires peuvent également être équipées avec des onglets de gâchette de sécurité sur demande.

### Système de déclenchement
Le détente est un système précontraint double action. La pression de départ est d'environ  28,95 N.
La queue de détente du P320 est disponible en version standard ou à onglets (avec système de sécurité).

### Canon
Le P320 est disponible avec un canon de 120 mm, 98 mm, ou 91 mm en fonction de la taille. Le canon du modèle Tacops est fileté pour permettre l'usage d'un silencieux (ou réducteur de son).
| Taille     | Longueur du canon (pouces) | Filetage |
| ---------- | -------------------------- | -------- |
| X-Five     | 5                          |          |
| Full       | 4,7                        |          |
| Carry      | 3,9                        | 4,6      |
| Compact    | 3,9                        |          |
| Subcompact | 3,6                        |          |

### Munitions
Le pistolet dispose de chargeurs d'une capacité de six à vingt-et-un coups, en fonction du calibre (9 × 19 mm Parabellum, .357 Sig, .40 S&W, ou .45 ACP) et de la taille du modèle.

### Accessoires
Les accessoires disponibles chez le fabricant sont les chargeurs, les kits de changement de calibre, des canons, des étuis, des viseurs optiques, et l'unité d'éclairage tactique et pointeur laser STL-900L.

### Viseurs
Siglite Night Sights est un système de visée « trois-points » dont la partie avant peut être ajustée latéralement pour ajuster le tir. Le viseur est auto-lumineux (au tritium). D'abord équipement de série, il est maintenant disponible en option sous le nom « X-RAY3 ».
Le viseur SIG Sauer ROMEO1 est fourni sur les P320 RX de taille standard et compact, il présente un point rouge lumineux sur un petit système de visée qui permet d'ajuster le tir.
Le P320 X-Cinq est livré avec une visée ajustable en fibre optique de chez Dawson Precision.

## Variantes
| Modèle            | Calibre | Agrément par États (USA) | Capacité (chargeur) | Chargeurs | Visée                       |
| ----------------- | ------- | ------------------------ | ------------------- | --------- | --------------------------- |
| Nitron Full       | 9 mm    | CT/HI/NY                 | 10                  | 2         | Siglite                     |
| Nitron Full       | 9 mm    |                          | 17                  | 2         | Siglite                     |
| Nitron Full       | .40 S&W | CT/HI/NY                 | 10                  | 2         | Siglite                     |
| Nitron Full       | .40 S&W |                          | 14                  | 2         | Siglite                     |
| Nitron Full       | .45 ACP | CT/HI/NY                 | 10                  | 2         | Contrast Sights             |
| Nitron Full       | .45 ACP |                          | 10                  | 2         | Siglite                     |
| Nitron Compact    | 9 mm    | CT/HI/MO/NY              | 10                  | 2         | Contrast Sights             |
| Nitron Compact    | 9 mm    | CT/HI/MO/NY              | 10                  | 2         | Siglite                     |
| Nitron Compact MS | 9 mm    | MA                       | 10                  | 2         | Siglite                     |
| Nitron Compact    | 9 mm    |                          | 15                  | 2         | Siglite                     |
| Nitron Compact TB | 9 mm    |                          | 15                  | 2         | Siglite                     |
| Nitron Compact MS | 9 mm    |                          | 15                  | 2         | Siglite                     |
| Nitron Compact    | .40 S&W | CT/HI/MO/NY              | 10                  | 2         | Contrast Sights             |
| Nitron Compact    | .40 S&W | CT/HI/MO/NY              | 10                  | 2         | Siglite                     |
| Nitron Compact    | .40 S&W |                          | 13                  | 2         | Siglite                     |
| Nitron Compact    | .45 ACP |                          | 9                   | 2         | Contrast Sights             |
| Nitron Compact MS | .45 ACP | MA                       | 9                   | 2         | Siglite                     |
| Nitron Compact MS | .45 ACP |                          | 9                   | 2         | Siglite                     |
| Nitron Carry      | 9 mm    | CT/HI/NY                 | 10                  | 2         | Siglite                     |
| Nitron Carry      | 9 mm    |                          | 17                  | 2         | Siglite                     |
| Nitron Carry TB   | 9 mm    |                          | 10                  | 2         | Siglite                     |
| Nitron Carry      | 357 Sig | CT/HI/NY                 | 10                  | 2         | Siglite                     |
| Nitron Carry      | 9 mm    |                          | 14                  | 2         | Siglite                     |
| Nitron Carry      | .40 S&W | CT/HI/NY                 | 10                  | 2         | Siglite                     |
| Nitron SubCompact | 9 mm    |                          | 12                  | 2         | Siglite                     |
| Nitron SubCompact | .40 S&W |                          | 10                  | 2         | Siglite                     |
| FDE Compact       | 9 mm    |                          | 10                  | 2         | Siglite                     |
| FDE Compact       | 9 mm    |                          | 15                  | 2         | Siglite                     |
| FDE Compact       | .35 Sig |                          | 10                  | 2         | Siglite                     |
| FDE Compact       | .40 S&W |                          | 10                  | 2         | Siglite                     |
| Tacops Full       | 9 mm    |                          | 21                  | 4         | TFD Frt, Siglite Rr         |
| Tacops Carry TB   | 9 mm    |                          | 21                  | 4         | Tall Slite Night Sights     |
| X-Five Full       | 9 mm    | 5" Barrel                | 21                  | 4         | Dawson Fiber Optic          |
| RX Full           | 9 mm    | CT/HI/NY                 | 10                  | 2         | Siglite                     |
| RX Full           | 9 mm    |                          | 17                  | 2         | Siglite                     |
| RX Compact        | 9 mm    | CT/HI/NY                 | 15                  | 2         | Tall Slite Night Sights     |
| RX Compact        | 9 mm    | CT/HI/NY                 | 10                  | 2         | Siglite                     |
| RX Compact        | 9 mm    | CT/HI/NY                 | 15                  | 2         | Siglite                     |
| X-Carry           | 9 mm    | Flat Trigger X Grip      | 17                  | 2         | X Ray                       |
| X-VTAX            | 9 mm    | Straight Trigger, FDE    | 17                  | 3         | VTAC Day-Night Sights       |
| M17 (MS)          | 9 mm    | Coyote Grip & Controls   |                     |           | RX type Slide, Night Sights |

### Système modulaire d'arme de poing XM17
Lorsque les exigences de l'appel d'offres pour une nouvelle arme de poing de l'Armée américaine, connu sous la référence XM17, ont été formulées, l'un des principes énoncé était celui d'une arme déjà existante avec un système modulaire. Sig Sauer a soumis son P320 avec un certain nombre de modifications.
Les modifications comprennent :
- Glissière pour faciliter l'ajout d'un viseur point rouge (glissière de la Série RX)[9] ;
- Une sûreté ambidextre ;
- Un indicateur de chambre chargée ;
- Amélioration de la glissière ;
- Amélioration de la gâchette « mud flap » pour empêcher la pénétration de corps étrangers ;
- 4.7" (120 mm) de longueur pour le canon en taille standard M17 ;
- 3.9" (98 mm) de longueur du canon compact M18 ;
- chambré en 9 × 19 mm Parabellum (pouvant être adapté pour de plus gros calibres comme .357 SIG et .40 S&W)
- Pistolets chambré en 9 mm disposant d'un chargeur de 17 coups en standard, et d'un chargeur rallongé pour 21 coups en option[10],[11].

Le 19 janvier 2017, il est annoncé que le SIG Sauer P320 MHS (Modular Handgun System) a remporté le contrat à la suite des tests de l'armée des États-Unis. Le P320 sera connu sous les noms « M17 » (version full size) et « M18 » (version compact) dans les forces armées américaines. Si le calibre reste de 9 × 19 mm Parabellum plutôt qu'un plus grand calibre, le contrat permet aux services de s'équiper en munitions Sig Sauer XM1152 Full Metal Jacket et XM1153 à usage « spécial ». La munition choisie est la Winchester jacketed hollow point.
En mai 2017, l'Armée de terre américaine a annoncé que la première unité à recevoir les M17 serait la 101e division aéroportée à fin 2017. Dans le même temps, les autres composantes des forces armées ont révélé avoir également l'intention de l'acquérir, faisant du P320 l'arme de poing  standard pour l'ensemble de l'armée américaine. La livraison de 421 000 pistolets au total est annoncée : 195 000 pour l'Armée de terre, 130 000 pour l'Air Force, 61 000 pour la Marine (version compacte XM18 uniquement), et 35 000 pour les Marines,. Le 17 novembre 2017, les soldats de la 101e Airborne ont reçu les premiers XM17 et XM18, avec plus de 2 000 unités livrées,.

## Controverses

### Incidents en cas de chute
Fin juillet 2017, les services de police de la ville de Dallas ordonnent au personnel de ne plus utiliser le P320 avant les résultats d'une enquête : il apparaît  que l'arme puisse faire feu en heurtant le sol lorsqu'elle tombe, et que la glissière heurte le sol à 33 degrés. Le site internet TheTruthAboutGuns.com mène des tests indépendants confirmant le risque de tir lorsque l'arme tombe sur un sol en béton, constatant trois déclenchements de tir sur un total de dix chutes. Un autre test montre que le P320 peut faire feu lorsque le chargeur touche le sol en premier.
En conséquence, le 8 août 2017, Sig Sauer informe ses clients qu'ils doivent mettre tous les P320 à niveau pour résoudre ce problème (opération effectuée gratuitement).

### Procès en contrefaçon
En mai 2017, l'entreprise autrichienne Steyr Mannlicher intente un procès en contrefaçon contre Sig Sauer. Le brevet US6260301 de Steyr, déposé en 1999 et approuvé en 2001, concerne une arme de poing avec un châssis amovible.

## Utilisateurs institutionnels
- Canada ; Forces armées canadiennes : acquis pour le Commandement des Forces d'opérations spéciales du Canada en 2019. En octobre 2022, le P320 a été sélectionné comme nouveau pistolet de service des unités régulière en remplace du Browning 9 mm ; la dernière des 19 700 variantes standard (Pistolet C22) et compacte ( Pistolet C24) ayant été livrée en mars 2024.
- États-Unis
  - Armée des États-Unis : le 19 janvier 2017, le P320 est choisi pour remplacer le Beretta M9 comme pistolet de service, à la suite d'un appel d'offres pour un système modulaire d'arme de poing (MHS), aussi connu comme « M17 »[22],[23].
  - Les agents de l'United States Immigration and Customs Enforcement
  - Département de la sécurité publique d'Hawaï[24]
  - Département de la sécurité publique du Texas : 4 000 unités commandées en juin 2018[25].
  - Highway Patrol de l'Oklahoma[26]
  - Bureau du Shérif du comté de Pasco (Floride)[27]
  - Bureau du Shérif du comté d'Alameda (Californie). Utilise les SIG Sauer P226 (ainsi que P229) en .357 SIG et depuis 2017,  le P320 en 9 mm[28].

- France : la Sûreté ferroviaire adopte le Sig-Sauer P320 Compact en remplacement de leur revolver Ruger SP 101. Les armes sont mises en service progressivement depuis 2018.

- Suisse : la police de Saint-Gall revend les Sig Sauer P320 Compact en 2018 pour acquérir des P320 Full Size en 2019.

- Danemark : Forces armées danoises ; le Sig Sauer P320 X-Porter est choisi en 2018 comme modèle standard d'arme de poing des forces armées danoises, en remplacement du SIG Sauer P210 (M/49 Neuhausen)[29]. Deux modèles sont choisis : un standard et une version de transport dissimulée, les livraisons achevées à la fin de 2019[30].

- Thaïlande : police royale thaïlandaise. L'achat de 152 468 SIG Sauer P320 est approuvé en 2015[31],[32]. Les pistolets sont livrés en décembre 2017[33].